# Georgi Semjonowitsch Stschottschikow
Georgi Semjonowitsch Stschottschikow (russisch Георгий Семёнович Счётчиков; * 4. Apriljul. / 17. April 1908greg. im Gouvernement Smolensk, Russisches Kaiserreich; † 12. Oktober 1977 in Moskau) war ein sowjetischer Offizier und zuletzt Generaloberst der Flieger sowie von 1964 bis 1971 erster stellvertretender Minister für Zivilluftfahrt.

## Leben
Georgi Semjonowitsch Stschottschikow trat 1927 in die Rote Armee ein und wurde später Offizier der Luftstreitkräfte der Sowjetunion. Nach zahlreichen Verwendungen als Offizier und Stabsoffizier nahm er an der sowjetischen Besetzung Ostpolens (17. September 1939 bis Juni 1941) teil. Nach Beginn des Deutsch-Sowjetischen Krieges (22. Juni 1941 bis 2. Mai 1945) war er von September 1941 bis Juli 1942 Kommandeur des 325. Schweren Bombenfliegerregiments sowie zwischen Juli 1942 und dem 3. Juni 1943 stellvertretender Kommandeur der 45. Fernfliegerdivision, ehe er vom 3. Juni bis zum 18. September 1943 Kommandeur der 62. Fernfliegerdivision war. Im weiteren Verlauf des Zweiten Weltkrieges übernahm er zwischen dem 18. September 1943 und dem 18. April 1944 den Posten als Kommandeur der 9. Garde-Fernfliegerdivision und erhielt als solcher am 13. März 1944 seine Beförderung zum Generalmajor der Flieger. Im Anschluss war er vom 26. April bis Dezember 1944 Kommandeur des IV. Garde-Bombenfliegerkorps der Fernflieger und wurde in dieser Verwendung am 5. November 1944 zum Generalleutnant der Flieger befördert.
Den Posten als Kommandeur des IV. Garde-Bomberkorps der Fernflieger hatte er bis Juli 1948 inne und wurde anschließend zwischen Juli 1948 und August 1949 Leiter der Höheren Flugtaktischen Schule für Kommandeure der Fernfliegerkräfte. Er wurde im August 1949 Kommandeur der 50. Luftarmee und besuchte zwischen 1953 und 1954 die Höhere Militärakademie „K. J. Woroschilow“, woraufhin er von 1954 bis 1956 Kommandeur der 43. Luftarmee der Fernfliegerkräfte war. Im Anschluss war er von 1956 bis Mai 1958 in Personalunion erster stellvertretender Kommandeur sowie Chef des Stabes der Luftstreitkräfte des Nordkaukasischen Militärbezirks, ehe er zwischen Mai 1958 und Oktober 1959 erster stellvertretender Kommandeur der militärischen Transportfliegerkräfte war. Daraufhin war er von Oktober 1959 bis August 1964 der Hauptdirektion der Zivilluftflotte beim Ministerrat der UdSSR zugeordnet und erhielt dort am 22. Februar 1963 seine Beförderung zum Generaloberst der Flieger. Zuletzt war er von August 1964 bis zu seinem Eintritt in den Ruhestand im Oktober 1971 erster stellvertretender Minister für Zivilluftfahrt und damit Stellvertreter der damaligen Minister Jewgeni Fjodorowitsch Loginow (1964 bis 1970) beziehungsweise dessen Nachfolger Boris Pawlowitsch Bugajew. Nach seinem Tode wurde er auf dem Kunzewoer Friedhof in Moskau beigesetzt.
Für seine langjährigen Verdienste wurde Stschottschikow mehrfach ausgezeichnet und erhielt unter anderem folgende Orden und Auszeichnungen: den Leninorden (6. April 1953), zwei Mal den Rotbannerorden (20. Juni 1942, 6. November 1947), den Kutusoworden Erster Klasse (29. Mai 1945), zwei Mal den Suworow-Orden Zweiter Klasse (18. September 1943, 17. April 1945), den Orden des Vaterländischen Krieges Erster Klasse (13. Juni 1943), den Orden des Roten Sterns (3. November 1944), das Ehrenzeichen der Sowjetunion (25. Mai 1936), die Medaille „Für die Verteidigung Leningrads“, die Medaille „Für die Verteidigung Moskaus“, die Medaille „Für die Verteidigung Stalingrads“, die Medaille „Für die Verteidigung des Kaukasus“, die Medaille „Sieg über Deutschland“, die Medaille „Für die Einnahme Budapests“, die Medaille „Für die Einnahme Königsbergs“, die Medaille „Für die Einnahme Berlins“ sowie die Medaille „Veteran der Streitkräfte der UdSSR“.